# Nelrae Pasha
Nelrae Pasha Ali (* 28. Oktober 1970) ist eine ehemalige US-amerikanische Leichtathletin, die sich auf den Sprint spezialisiert hat. Ihren größten Erfolg feierte sie mit dem Gewinn der Bronzemedaille in der 4-mal-400-Meter-Staffel bei den Hallenweltmeisterschaften 1995 in Barcelona.

## Sportliche Laufbahn
Nelrae Pasha studierte am Georgia Institute of Technology und trat nur bei einer internationalen Meisterschaft, den Leichtathletik-Hallenweltmeisterschaften 1995 in Barcelona an und gewann dort mit der US-amerikanischen 4-mal-400-Meter-Staffel in 3:31,43 min gemeinsam mit Tanya Dooley, Kim Graham und Flirtisha Harris die Bronzemedaille hinter den Teams aus Russland und Tschechien.

## Persönliche Bestleistungen
- 400 Meter: 52,88 s, 14. März 1992 in Indianapolis